# Warner (Nuevo Hampshire)
Warner es un pueblo ubicado en el condado de Merrimack en el estado estadounidense de Nuevo Hampshire. En el Censo de 2010 tenía una población de 2.833 habitantes y una densidad poblacional de 19,55 personas por km².

## Geografía
Warner se encuentra ubicado en las coordenadas 43°16′55″N 71°49′41″O / 43.28194, -71.82806. Según la Oficina del Censo de los Estados Unidos, Warner tiene una superficie total de 144.88 km², de la cual 144.24 km² corresponden a tierra firme y (0.44%) 0.63 km² es agua.

## Demografía
Según el censo de 2010, había 2.833 personas residiendo en Warner. La densidad de población era de 19,55 hab./km². De los 2.833 habitantes, Warner estaba compuesto por el 97.92% blancos, el 0.35% eran afroamericanos, el 0.42% eran amerindios, el 0.25% eran asiáticos, el 0% eran isleños del Pacífico, el 0.28% eran de otras razas y el 0.78% pertenecían a dos o más razas. Del total de la población el 1.76% eran hispanos o latinos de cualquier raza.